# Apterostigma fallax
Apterostigma fallax é uma espécie de inseto do gênero Apterostigma, pertencente à família Formicidae.